# Archibald Weigall

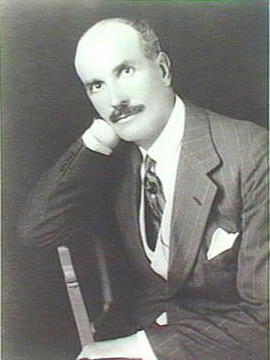
Sir Archibald Weigall, um 1922

Sir William Ernest George Archibald Weigall, 1. Baronet KCMG (* 8. Dezember 1874 in London, England; † 3. Juni 1952 in Ascot) war ein konservativer englischer Politiker und Gouverneur des australischen Bundesstaats South Australia.

## Leben
Nach einem Studium am Royal Agricultural College in Cirencester wurde Weigall Gutsverwalter. Später trat er der Armee bei und diente im Zweiten Burenkrieg, wofür er mit der Queen’s South Africa Medal geehrt und zum Major befördert wurde. 1910 heiratete er Grace Emily, Baroness von Echardstein, die einzige Tochter eines Möbelunternehmers und Erbin eines Vermögens von über zwei Millionen Pfund. Von 1911 bis 1920 war Weigall als Mitglied der Conservative Party Abgeordneter im House of Commons.
1919 wurde ihm das Amt des Gouverneurs von South Australia angeboten. Weigall akzeptierte und kam im Frühjahr 1920 in Adelaide an. Entgegen vorheriger Zusicherungen des Colonial Office musste er feststellen, dass er selbst seine Angestellten bezahlen musste, so dass ihm nach Abzug aller Kosten ein Gehalt von lediglich 300 Pfund blieb. Weigall war darüber hinaus verärgert, dass innerhalb der Regierung Gelder ohne vorherige Befragung des Parlaments von einem zum anderen Ressort verschoben wurden. Auch gaben die Minister Geld aus, ohne die Ermächtigung des Parlaments abzuwarten. 1921 bezeichnete er das Amt des Gouverneurs als Anachronismus und die Machtteilung zwischen dem Commonwealth und den ehemaligen Kolonien als chaotisch. Bereits im Dezember 1921 trat Weigall aus privaten und finanziellen Gründen zurück. Er verließ Australien zusammen mit seiner Frau im April 1921.
Später beteiligte sich Weigall an australischen Lebensmittelunternehmen und wurde Direktor der Investorengruppe von Clarence Hatry. Beim Börsencrash 1929 verlor er sein gesamtes eingesetztes Vermögen und war in der Folge vom Erbe seiner Frau abhängig.
1920 war er als Knight Commander in den Order of St. Michael and St. George aufgenommen worden. In den 1930er Jahren wurde er Vorsitzender der Royal Empire Society sowie des Royal Veterinary College und King of Arms des Order of St. Michael and St. George. 1938 wurde er zum Baronet, of Woodhall Spa in the County of Lincoln, ernannt. Nachdem seine Frau 1950 verstorben war, starb Weigall am 3. Juni 1952 in Ascot. Er hinterließ eine Tochter.

## Trivia
Der britische Schauspieler Jake Weber ist ein Urenkel von Weigall.